# 新谷かおる
新谷 かおる（しんたに かおる、本名：新谷 薫（読み同じ）、1951年4月26日 - ）は、日本の漫画家、同人活動家。男性。大阪府豊中市出身。大阪高等学校卒業。
妻は『緋の稜線』などの作品で知られる漫画家の佐伯かよの（2021年8月29日死別）。長女はナレーター・俳優の新谷摩乃。
代表作は『エリア88』・『ふたり鷹』など多数。
日本漫画家協会会員、宇宙作家クラブ会員。

## 略歴
中学生から漫画を描いており、高校3年の時には篠原とおるのアシスタントを務めながら『少年キング』に投稿していた
。当初は飛行機の操縦士を目指していたが、色覚異常が確認され断念。高校卒業後は航空貨物関係の仕事を経て20歳で上京し、本格的に漫画の道を志す。
1972年にりぼん漫画賞佳作入選。1973年に『りぼん４月大増刊』に掲載された『吸血鬼はおいや？』でデビュー。大和和紀、山岸凉子のアシスタントを経験。
1973年に、同じく『りぼん』にて受賞歴のある佐伯かよのと結婚。初詣帰りのバス車内で佐伯かよのが少年サンデーを拾い、その中にあった松本零士のアシスタント募集を見て同年3月より松本零士のプロダクション「零時社」に入りアシスタントを2年半務める。零時社を出てから半年程ブラブラして描きためた原稿を『月刊プレイコミック』に持ち込み、そのまま1977年より戦場ロマン・シリーズの連載を開始した。
1978年、『週刊少年サンデー増刊号』で史村翔原作『ファントム無頼』の連載を開始。
1979年、『少年ビッグコミック』で『エリア88』の連載を開始。本作と『ファントム無頼』のヒットにより注目を集めるようになる。
1981年、『週刊少年サンデー』で『ふたり鷹』の連載を開始。
1984年、『エリア88』と『ふたり鷹』で第30回小学館漫画賞受賞。
2017年4月26日、66歳の誕生日を迎えたことと『クリスティ・ロンドンマッシブ』最終回脱稿とを区切りとして一時休筆を公式Twitterアカウントで宣言した。

## 作風
メカニックと人間を絡めたロマン、シリアスとギャグをミックスした作風が特徴。登場人物は時として人生・社会・戦争・テクノロジーなどに関する哲学的なセリフを話す。スター・システムも採用しており、同じ外見、同じ名前、同じような性格のキャラクターを複数の作品に別のキャラクターとして登場させることもある。
初期の作風は師匠である松本の影響が強く郷愁色と感傷を前面に出していたが、少女漫画家志望だったこともあり徐々に繊細なペンタッチで描くようになった。メカニックの描写も単純な写実第一ではなく独特のパースが松本から受け継がれ、さらに昇華されたものとなっている。このような過程を経て、新谷の作風は「少女漫画の感性と少年漫画の熱さを併せ持つ」極めて独自色の強い作風を確立した。
夫婦で互いの作品を手伝うことも多く、作品の一部キャラクターを妻の佐伯が描き、逆に佐伯作品中のメカニックを新谷が描くこともある。
『クレオパトラD.C.』や『砂の薔薇』など、主人公が海外のさまざまな場所で活躍する作品が多いが、これについて新谷は子供のころ見ていた世界を舞台にしたアメリカのテレビドラマなどの影響によるものと語っている。

## 人物
趣味はバイク・カメラ・プラモデル・飛行機・スキー、車などで、その知識が多分に作品へ活かされている。
趣味を生かして資料製作を行っており、松本の漫画作品『宇宙海賊キャプテンハーロック』に登場するヤッタラン副長のモデルとなった（ヤッタランが関西弁で話し、何事もない限り「今忙しいねん」といつもプラモデルで遊んでいる点が共通している）。
自他共に遅筆であることを認めており、「急いで締め切りに間に合わせいい加減な作品を描くよりも、何度頭を下げてでも納得のいく作品を描いたほうが良い」とも語っている。
児童ポルノ法改正案に対しては慎重な立場を示し、創作物の規制/単純所持規制に反対する請願署名市民有志の賛同人として名を連ねている。
アニメーション監督の福田己津央は、業界では有名な新谷のファンとして知られており、自身が携わった作品では『エリア88』のオマージュとも取れる設定ネタを数多く登場させている。

## 作品リスト

### 漫画作品
各作品の詳細などについてはリンク先の各記事を参照。表記はデフォルトでは大きく連載作品と短編を分け、それぞれ発表順とした。年にはソートを正しく行なうため便宜的に下付き文字で数字を加えている。
- 〈R：収録〉未：単行本未収録 同：同人誌収録

|  | 連載作品 |  | 短編 |

|    | 作品名                       | 年                | 掲載                               | R  | 注記 |
| -- | ---------------------------- | ----------------- | ---------------------------------- | -- | --- |
| 1  | 戦場ロマン・シリーズ         | 1977年1 - 1982年  | 月刊プレイコミック                 | —  | |
| 2  | 銀河戦士                     | 1978年01          | 冒険王                             | —  | 原作：石津嵐。放射能に汚染された地上に緑を取り戻すため立ち上がった少年たちのSF物語。3月号 - 6月号 |
| 3  | ファントム無頼               | 1978年02 - 1984年 | 週刊少年サンデー増刊号             | —  | 原作：史村翔。1978年4月20日号 - 1984年2月10日号 |
| 4  | イラストシリーズ             | 1978年03          | 月刊プレイコミック                 | —  | |
| 5  | 銀河大戦                     | 1978年08          | テレビマガジン                     | —  | 特撮テレビドラマ『宇宙からのメッセージ・銀河大戦』のコミカライズ 原作：石森章太郎。8月号 - 12月号 |
| 6  | 銀色の照星                   | 1978年09          | ヤングコミック                     | —  | アメリカの警察、警官を描いた連作短編 5号 - 14号、18号 - 20号 |
| 7  | エリア88                     | 1979年2 - 1986年  | 少年ビッグコミック                 | —  | 1979年8号（4月25日号） - 1986年13号（7月11日号） |
| 8  | シリーズ1/1000 sec.          | 1980年1 - 1981年  | マンガ少年                         | —  | カメラ、カメラマンを題材にした連作作品。 1980年3月号 - 9月号、1980年11月号 - 1981年4月号 |
| 9  | ダブル・ニッケル             | 1980年4           | ヤングコミック                     | —  | ダブル・ニッケルは5セント硬貨2枚で55の意。公道の制限速度である時速55マイルに由来する。トレーラーを題材にした作品。主人公2人、モサクと将軍は、ルロイ・ヘンダーソンとライリー・オコンネルとして「エリア88」にもゲスト出演している。 3月号 - 6月号 |
| 10 | QUEEN1313                    | 1981年3           | マイアニメ                         | —  | 1313は「ダブルサーティーン」と読む。自由貿易宇宙船QUEEN1313号の乗員となったレイ・沢村の視点で描くSF作品。新谷本人は美少女がミニのチャイナドレスから太ももをチラチラ見せながらのお気楽アクション作品を要望してたが、編集の意向でシリアス作品となる。 1981年4月号 - 1984年9月号 |
| 11 | ふたり鷹                     | 1981年6 - 1985年  | 週刊少年サンデー                   | —  | 1981年44号 - 1985年32号 |
| 12 | 紅たん碧たん                 | 1984年 - 1985年   | 週刊少年サンデー増刊号             | —  | 1984年7月号 - 1985年9月号 |
| 13 | バランサー                   | 1985年 - 1986年   | 週刊少年サンデー                   | —  | 1985年43号 - 1986年21号 |
| 14 | パスカル・シティ             | 1986年1 - 1987年  | 少年ビッグコミック                 | —  | |
| 15 | クレオパトラD.C.             | 1986年3 - 1991年  | コミックバーガー                   | —  | 1986年1号（創刊号・11月25日号） - 1991年 |
| 16 | ALICE12                      | 1987年1           | 少年ビッグコミック                 | —  | 民間貨物航空会社の破天荒な輸送機クルーたちを描いた作品。性欲絶倫の中年男モーガン機長は、「RAISE」でも二次大戦中の爆撃機機長としてゲスト登場しているほか、「砂の薔薇」にも傭兵部隊の隊長アーノルドとしてゲスト登場している。 |
| 17 | 左のオクロック!!             | 1988年1           | 少年キャプテン                     | —  | |
| 18 | ガッデム                     | 1988年2 - 1990年  | ビッグコミックスペリオール         | —  | |
| 19 | エラン                       | 1989年1 - 1991年  | 少年キャプテン                     | —  | 「エラン」とは情熱の意。無人島を購入し“自分たちの国”を造るため、少年少女たちが世界的なビジネスの世界で頭脳戦を繰り広げる。新谷かおるのお気に入りキャラ、“火付けの”柳も登場する。 |
| 20 | 砂の薔薇                     | 1989年2 - 1998年  | 月刊アニマルハウス→ ヤングアニマル | —  | 月刊アニマルハウス1989年08月号 - 1992年4月号 ヤングアニマル1992年1号 - 1998年21号 |
| 21 | ジェントル萬                 | 1991年 - 1993年   | コミックバーガー                   | —  | 八百萬（やお まん）はインディカーのレーサーであり、実は八百財閥の嫡出子。萬はハート財閥がF1参戦のためのドライバーとして、異母弟バーナード・ショックネルともどもスカウトされる。しかし、この陰には二つの財閥の争いもあった。“火付けの”柳こと柳恭平もハート財閥レーシングチーム監督として登場する。 新谷本人の言では、単行本の売り上げはトップクラスであったが、連載中に雑誌の編集長が変わり、誌面刷新のために連載を中断することになったとのこと。物語としては終了の体を成しているが、回収されていない伏線は多数ある。 |
| 22 | ぶっとび!!CPU                | 1993年1 - 1997年  | ヤングアニマル                     | —  | 1993年23号 - 1997年19号 |
| 23 | 烈風伝                       | 1993年2 - 1995年  | コミックガイズ                     | —  | 競技スキー、ダウンヒルを主題とした作品。 1993年創刊号 - 1995年18号 |
| 24 | ドラゴン株式会社             | 1996年 - 1997年   | 少年キャプテン                     | 同 | 土地不足などから異世界の土地を取り扱うようになった現代の企業の話。掲載誌休刊につき未完。 1996年8月号 - 1997年2月号 |
| 25 | 刀神妖緋伝                   | 1999年1 - 2006年  | コミックフラッパー                 | —  | 少女の身体を使って仕上げられた両刃の日本刀「緋女刀」は亡くなった女性の霊が宿っていた。5本の緋女刀とそれぞれの契約者となった5人の少女の物語。コミックス全7巻。なお、7巻巻末には「8巻へ続く」の文字もあり、中断、打ち切りをうかがわせる。 1999年12月号 - 2006年6月号 |
| 26 | 日の丸あげて                 | 1999年2 - 2001年  | コミックバーズ                     | —  | 1999年8月号 - 2001年6月号 |
| 27 | NAVI                         | 2000年 - 2002年   | ヤングマガジンGT                   | —  | イギリス在住の日本人・日下龍介（くさか・りゅうすけ）は「優勝請負人」の異名を持つラリーレースのプロ・ナヴィゲーター。レース用に自作したPC「聖人（セイント）」と共にWRCの舞台を駆ける。 2000年1号、2001年2号 - 4号、2002年5号 - 6号 |
| 28 | RAISE                        | 2004年 - 2007年   | キングダム→ ヤングキングアワーズ   | —  | ヤングキング別冊キングダム2004年2月号 - ヤングキングアワーズ2007年6月号 |
| 29 | クリスティ・ハイテンション   | 2006年 - 2011年   | コミックフラッパー                 | —  | 2006年9月号 - 2011年10月号 |
| 30 | クリスティ・ロンドンマッシブ | 2011年 - 2017年   | コミックフラッパー                 | —  | 2011年12月号 - 2017年6月号 |
| 31 | 吸血鬼はおいや?              | 1972年            | りぼん                             | 未 | りぼん増刊りぼんコミック秋の号 |
| 32 | 手あみ健康法                 | 1975年1           | 週刊テレビファン                   | —  | 33号（一ノ瀬かおる名義） |
| 33 | ラスト・ラヴ・アオヤマ       | 1975年2           | 週刊テレビファン                   | —  | 36号（一ノ瀬かおる名義） |
| 34 | 風林火山                     | 1975年3           | 週刊テレビファン                   | —  | 40号（一ノ瀬かおる名義） |
| 35 | メカニック・ジェミニ         | 1977年2           | マンガくん                         | —  | 中東戦争を舞台に、東西陣営に分かれた双子の兄弟がF-4とMiG-21とで一騎討ちを行う。 8月号 |
| 36 | ラスト・フライト             | 1977年3           | 週刊漫画                           | —  | ジャンボジェット機の老いた操縦士はこのフライトで定年退職となる。その機には娘が客室乗務員として乗っていた。羽田空港近くまで来て何かがコクピットに激突。墜落は免れたものの、老操縦士は視覚を失い、他のコクピット乗務員の生死も不明。そんな状態で着陸を敢行する。 |
| 37 | ファイター2119               | 1977年4           | トップコミック                     | —  | 22世紀。地域を限定した戦争を行うことで、東西両陣営は発展しつづけていた。そんな中、戦闘機での100回出撃（達成者はごくわずかで莫大な恩給とリゾート地での生活が保証される）を間近に迎えた男がいた。 5月号 |
| 38 | 幸福連鎖                     | 1977年5           | トップコミック                     | —  | 作家志望の男は渾身のポルノ小説を「いまどき純文学は流行らない」と編集者に却下された。世間では小学生が書いたポルノ小説が大当たり。ヤケになった男だったが、なぜか次から次へと幸運が舞い込みはじめる。大金持ちの令嬢が誕生日までに結婚しなければいけないが誰でもいいので何番目に通った人を……というのに選ばれたり。 『少年/少女SFマンガ競作大全集 8』（東京三世社、1980年11月）に再録。 |
| 39 | 蒼い競争車                   | 1978年04          | 週刊漫画                           | —  | 6月30日号 - 7月7日号 |
| 40 | ソニック・デザーター         | 1978年05          | 週刊漫画                           | —  | アメリカ空軍、海軍でそれぞれ次期主力戦闘機の試作機を開発していたが、それは近未来に出現すると想定されたMiGであった。アメリカの現状装備で最新技術を盛り込んだMiGに渡り合えるか仮想敵機として撃墜前提の実弾試験。全アメリカ軍の包囲網をかいくぐり、キューバへの亡命を図る。タイトルは「音速の脱走兵」の意。 |
| 41 | ホットミッション             | 1978年06          | 週刊少年マガジン                   | —  | F-1パイロットはある夜、訓練ではなく実戦（ホットミッション）に巻き込まれる。核弾頭ミサイルを装備した敵航空機を撃墜するために、F-1にも対空核ミサイルが装備された。 38号 |
| 42 | サンダーボルト               | 1978年07          | マンガくん                         | —  | ボンネビル・ソルトフラッツで速度記録車による最高速度記録に挑む物語。 7月号 |
| 43 | 定期便（バスナンバー）101    | 1978年10          | ヤングコミック                     | —  | 飛行中の国際線旅客機101便に落雷し、副操縦士と機関士は死亡。機長も操縦ができない状態になった。 10月号 |
| 44 | 火星のプリンセス             | 1979年1           | ウィンクル増刊スターボーイ         | 未 | イラスト |
| 45 | クラッシュUSA                | 1979年3           | 月刊プレイコミック                 | —  | 大量の金塊を保持し、これを市場に流すことでアメリカ経済を壊滅させようとするテロ組織に女性のみで構成される特殊部隊「KISS」が挑む。 7月号 |
| 46 | 試作番号（プロトタイプ）3000 | 1979年4           | 冒険王                             | —  | 震電をジェットエンジン化した試作機。だが、試作番号3000とはその機体のことではなかった。 8月号 |
| 47 | ミクロ・ポリス               | 1981年4           | 少年少女SFマンガ競作大全集         | —  | 10号 |
| 48 | 暴走ホリック（つっぱり中毒） | 1981年5           | 月刊プレイコミック                 | —  | 「エリア88」、「ファントム無頼」の登場キャラクターをスターシステム的に登場させた青春漫画。 11月号 |
| 49 | エリア88番外編               | 1980年2           | 小学6年生                          | 同 | 1985年発売の「新谷かおる豪華画集エリアファイル88」に収録された複製原画でのみ刊行されていたが、現在は同人誌の形で入手可能。 小学6年生3月号。 |
| 50 | 学園三冠王                   | 1980年3           | ひとみ                             | —  | 勇気一番八王子蘭丸（はちおうじ らんまる）、力一番松平春九（まつだいら はるく）、美貌一番灘雪之丞（なだ ゆきのじょう）の学園三冠王。雪之丞の実家は置き屋だったが雪之丞が密かに憧れる姐さんに結婚の話が…… ひとみデラックス春の増刊号 |
| 51 | 穴                           | 1981年1           | 少年少女SFマンガ競作大全集         | 未 | 7号 |
| 52 | ハイウェイ・スター           | 1981年2           | 月刊サウンドレコパル               | —  | ディープ・パープルの「ハイウェイ・スター」をモチーフに事故で亡くなったバイク乗りの友人を偲ぶ。 2月号 |
| 53 | 紫ざんげ                     | 1982年            | 少年ビッグコミック増刊号           | —  | 極秘の政府諮問機関「紫」は、女子学生に非道を働く輩を密かに始末する女子学生3人組 |
| 54 | 風の伝記                     | 1983年1           | ビッグコミックスピリッツ           | —  | 5月30日号 |
| 55 | コブラ11                     | 1983年2           | 月刊少年マガジン                   | —  | ベトナム戦争中の日系人の攻撃ヘリパイロットを描いた読み切り作品。 7月号 |
| 56 | 白と黒の羊                   | 1986年2           | コミックNORA                       | —  | ル・マン24時間レースを舞台にした読み切り。 11月号 |
| 57 | コンクリート・ライブ         | 1987年2           | 週刊少年サンデー                   | —  | アメリカ警察物。ヘコプター部隊に配属されたばかりの新人と白バイ部隊の女性警官を軸に描く。 21号 |
| 58 | バードランド                 | 1987年3           | 週刊少年サンデー増刊号             | —  | スキージャンプ競技を描く。 12月号 |
| 59 | 8－エイト－                  | 1989年3           | 週刊少年サンデー                   | —  | あちこちの部隊から乗員がかき集められたB-17乗員たち。本来は10名で稼働させる機体だが名簿上は8名しかいない。 週刊少年サンデー特別編集『少年サンデー30周年記念増刊号』4月10日号 |

### 単行本
書名が同じ物は【】内の注記で区分をつけている。デフォルトでの表記は作品毎にまとめてオリジナルの発売順とした。判型にはソートを正しく行なうため便宜的に上付き文字で数字を加えている。月日にもソートを行うために二桁になるように数字を加えている。出版社については以下の略号を用いる。
- 〈出：出版社〉A：秋田書店 / AS：朝日ソノラマ / F：双葉社 / GK：学習研究社 / GT：幻冬舎 / H：白泉社 / K：講談社 / M：メディアファクトリー / S：小学館 / SK：スカイラブ / SC：スコラ / SG：少年画報社 / SM：ソニー・マガジンズ / TS：東京三世社 / T：徳間書店

|  | オリジナル |  | 再出版 |  | オリジナル短編集 |  | 短編集の再出版 |

|    | 書名                                   | 出 | L                                          | 判型   | 発売                            | 巻数 | 注記                                                         |
| -- | -------------------------------------- | -- | ------------------------------------------ | ------ | ------------------------------- | ---- | ------------------------------------------------------------ |
| 1  | 戦場ロマン・シリーズ                   | A  | サンデーコミックス                         | 2 新書 | 1979年8月5日 - 1982年12月5日    | 8    |                                                              |
| 2  | 戦場ロマン・シリーズ【豪華版】         | A  | 秋田書店豪華版                             | ?      | 1992年10月15日 - 1993年9月25日  | 5    |                                                              |
| 3  | 戦場ロマン・シリーズ【文庫版】         | A  | 秋田漫画文庫                               | 1 文庫 | 1996年3月 - 1996年9月           | 5    |                                                              |
| 4  | エリア88                               | S  | マンガくんコミックス→ 少年ビッグコミックス | 2 新書 | 1979年11月5日 - 1986年9月5日    | 23   | 第1巻から第12巻までは当初「マンガくんコミックス」として。    |
| 5  | エリア88【ワイド版】                   | S  | 少年サンデーコミックス                     | 4 四六 | 1992年4月 - 1993年10月          | 10   |                                                              |
| 6  | エリア88【スコラ漫画文庫版】           | SC | スコラ漫画文庫                             | 1 文庫 | 1994年9月 - 1991年11月          | 13   |                                                              |
| 7  | エリア88【MF文庫版】                   | M  | MF文庫                                     | 1 文庫 | 1999年11月 - 2000年2月          | 13   |                                                              |
| 8  | エリア88【MFコミックス版】             | M  | MFコミックス                               | 1 文庫 | 2003年9月 - 2004年3月24日       | 13   |                                                              |
| 9  | 銀色の照星                             | AS | サンコミックス                             | 2 新書 | 1979年12月15日                  | 1    |                                                              |
| 10 | 銀色の照星【バーガーSC版】             | SC | バーガーSC                                 | 3 小B6 | 1989年6月15日 - 1989年7月14日   | 2    |                                                              |
| 11 | 銀色の照星【MF文庫版】                 | M  | 新谷かおるマグナムロマンシリーズ1          | 1 文庫 | 2006年3月                       | 1    |                                                              |
| 12 | ソニック・デザーター                   | AS | サンコミックス                             | 2 新書 | 1980年1月30日                   | 1    |                                                              |
| 13 | ソニック・デザーター【バーガーSC版】   | SC | バーガーSC                                 | 3 小B6 | 1989年4月15日                   | 1    | サンコミックス版に1話追加している。                          |
| 14 | ソニック・デザーター【MF文庫版】       | M  | 新谷かおるマグナムロマンシリーズ2          | 1 文庫 | 2006年3月                       | 1    |                                                              |
| 15 | ファントム無頼                         | S  | 少年サンデーコミックス                     | 2 新書 | 1980年3月15日 - 1984年4月15日   | 12   |                                                              |
| 16 | ファントム無頼【ワイド版】             | S  | 少年サンデーコミックス                     | 4 四六 | 1991年5月 - 1991年10月          | 5    |                                                              |
| 17 | ファントム無頼【廉価版】               | S  | My First WIDE                              | ?      | 2006年3月 - 2006年6月           | 7    |                                                              |
| 18 | ダブル・ニッケル                       | TS | マイコミックス                             | 5 A5   | 1980年10月10日                  | 1    |                                                              |
| 19 | シリーズ1/1000sec.                     | AS | サンコミックス                             | 2 新書 | 1981年5月25日 - 1981年6月25日   | 2    |                                                              |
| 20 | シリーズ1/1000sec.【バーガーSC版】     | SC | バーガーSC                                 | 3 小B6 | 1989年10月16日 - 1989年11月15日 | 2    |                                                              |
| 21 | シリーズ1/1000sec.【スコラ漫画文庫版】 | SC | スコラ漫画文庫                             | 1 文庫 | 1998年2月                       | 1    |                                                              |
| 22 | シリーズ1/1000sec.【MF文庫版】         | M  | 新谷かおるマグナムロマンシリーズ4          | 1 文庫 | 2006年12月                      | 1    |                                                              |
| 23 | ふたり鷹                               | S  | 少年サンデーコミックス                     | 2 新書 | 1982年6月15日 - 1985年9月15日   | 19   |                                                              |
| 24 | ふたり鷹【SV版】                       | S  | スーパービジュアルコミックス               | 4 四六 | 1990年8月20日 - 1991年3月16日   | 7    |                                                              |
| 25 | ふたり鷹【スコラ漫画文庫版】           | SC | スコラ漫画文庫                             | 1 文庫 | 1995年3月 - 1995年7月           | 11   |                                                              |
| 26 | ふたり鷹【MF文庫版】                   | M  | MF文庫                                     | 1 文庫 | 2000年8月 - 2001年2月           | 11   |                                                              |
| 27 | QUEEN1313                              | A  | プレイコミックシリーズ                     | 3 小B6 | 1983年1月15日 - 1984年11月5日   | 2    |                                                              |
| 28 | QUEEN1313【スペシャル版】              | A  | プレイコミックシリーズスペシャル           | 5 A5   | 1990年7月25日                   | 1    |                                                              |
| 29 | QUEEN1313【文庫版】                    | A  | 秋田漫画文庫                               | 1 文庫 | 2004年10月                      | 1    |                                                              |
| 30 | 銀河戦士                               | SK | SKYLOVEコミックス                          | 5 A5   | 1983年8月7日                    | 1    | スカイ♥ラブより限定発行。                                    |
| 31 | 新谷かおる傑作集                       | A  | ECコミックス                               | 2 新書 | 1983年8月31日 - 1983年12月10日  | 2    | 初期短編集。1巻に学園三冠王、2巻に銀河大戦が収録されている。 |
| 32 | 紅たん碧たん                           | S  | 少年サンデーコミックス                     | 2 新書 | 1985年6月15日                   | 1    |                                                              |
| 33 | 紅たん碧たん【ジェッツコミックス版】   | H  | ジェッツコミックス                         | 3 小B6 | 1994年4月30日                   | 2    | 小学館版では刊行されなかった分も含めた完全版。               |
| 34 | バランサー                             | S  | 少年サンデーコミックス                     | 2 新書 | 1986年4月15日 - 1986年7月15日   | 3    |                                                              |
| 35 | バランサー【SV版】                     | S  | スーパービジュアルコミックス               | 4 四六 | 1991年4月                       | 1    |                                                              |
| 36 | バランサー【MF文庫版】                 | M  | MF文庫                                     | 1 文庫 | 2003年11月 - 2003年12月         | 2    |                                                              |
| 37 | パスカル・シティ                       | S  | 少年ビッグコミックス                       | 2 新書 | 1987年2月5日                    | 2    |                                                              |
| 38 | パスカル・シティ【MF文庫版】           | M  | MF文庫                                     | 1 文庫 | 2001年11月                      | 1    |                                                              |
| 39 | クレオパトラD.C.                       | SC | バーガーKC→バーガーSC                      | 3 小B6 | 1987年8月22日 - 1991年3月16日   | 8    |                                                              |
| 40 | クレオパトラD.C.【スコラ漫画文庫版】   | SC | スコラ漫画文庫                             | 1 文庫 | 1997年2月 - 1997年7月           | 6    |                                                              |
| 41 | クレオパトラD.C.【MF文庫版】           | M  | MF文庫                                     | 1 文庫 | 2000年3月 - 2000年5月           | 6    |                                                              |
| 42 | ALICE12                                | S  | ビッグコミックス                           | 3 小B6 | 1987年10月1日                   | 1    |                                                              |
| 43 | ALICE12【ソニー・マガジンズ版】        | SM | バーズコミックススペシャル                 | 3 小B6 | 1999年8月28日                   | 1    |                                                              |
| 44 | ALICE12【MF文庫版】                    | M  | MF文庫                                     | 1 文庫 | 2007年9月1日                    | 1    |                                                              |
| 45 | 左のオクロック!!                       | T  | 少年キャプテンコミックス                   | 2 新書 | 1988年5月20日 - 1988年11月20日  | 2    |                                                              |
| 46 | 左のオクロック!!【スペシャル版】       | T  | 少年キャプテンコミックススペシャル         | 3 小B6 | 1997年1月 - 1997年2月           | 2    |                                                              |
| 47 | 左のオクロック!!【MF文庫版】           | M  | MF文庫                                     | 1 文庫 | 2007年12月1日                   | 1    |                                                              |
| 48 | ガッデム                               | S  | ビッグコミックス                           | 2 新書 | 1989年1月1日 - 1990年7月1日     | 5    |                                                              |
| 49 | ガッデム【SVS版】                      | S  | スーパービジュアルコミックススペシャル     | 4 四六 | 1993年5月 - 1993年8月           | 4    |                                                              |
| 50 | ガッデム【スコラ漫画文庫版】           | SC | スコラ漫画文庫                             | 1 文庫 | 1996年5月 - 1996年9月           | 4    |                                                              |
| 51 | ガッデム【MF文庫版】                   | M  | MF文庫                                     | 1 文庫 | 2001年12月 - 2002年4月          | 4    |                                                              |
| 52 | 白と黒の羊                             | SC | バーガーSC                                 | 3 小B6 | 1990年7月                       | 1    |                                                              |
| 53 | 白と黒の羊【デラックス版】             | SC | バーガーSCデラックス                       | ?      | 1995年12月                      | 1    |                                                              |
| 54 | 白と黒の羊【スコラ漫画文庫版】         | SC | スコラ漫画文庫                             | 1 文庫 | 1998年5月                       | 1    |                                                              |
| 55 | 白と黒の羊【MF文庫版】                 | M  | 新谷かおるマグナムロマンシリーズ3          | 1 文庫 | 2006年4月                       | 1    |                                                              |
| 56 | 砂の薔薇                               | H  | ジェッツ・コミックス                       | 3 小B6 | 1990年1月31日 - 1999年2月5日    | 15   |                                                              |
| 57 | 砂の薔薇【文庫版】                     | H  | 白泉社文庫                                 | 1 文庫 | 1999年12月 - 2000年9月          | 8    |                                                              |
| 58 | 砂の薔薇【MFコミックス版】             | M  | MFコミックス                               | 3 小B6 | 2011年2月23日 - 2011年5月23日   | 8    |                                                              |
| 59 | エラン                                 | T  | 少年キャプテンコミックス                   | 2 新書 | 1990年2月20日 - 1991年4月20日   | 3    |                                                              |
| 60 | エラン【スペシャル版】                 | T  | 少年キャプテンコミックススペシャル         | 3 小B6 | 1996年12月 - 1997年01月         | 2    |                                                              |
| 61 | エラン【スコラ漫画文庫版】             | SC | スコラ漫画文庫                             | 1 文庫 | 1998年7月 - 1998年8月           | 2    |                                                              |
| 62 | エラン【MF文庫版】                     | M  | MF文庫                                     | 1 文庫 | 2001年3月 - 2001年4月           | 2    |                                                              |
| 63 | ジェントル萬                           | SC | バーガーSC                                 | 3 小B6 | 1991年12月16日 - 1993年8月19日  | 4    |                                                              |
| 64 | ジェントル萬【スコラ漫画文庫版】       | SC | スコラ漫画文庫                             | 1 文庫 | 1999年3月 - 1999年3月           | 2    |                                                              |
| 65 | ジェントル萬【ソニー・マガジンズ版】   | SM | バーズコミックススペシャル                 | 3 小B6 | 1999年8月                       | 2    |                                                              |
| 66 | ジェントル萬【MF文庫版】               | M  | MF文庫                                     | 1 文庫 | 2002年8月 - 2002年10月          | 3    |                                                              |
| 67 | 烈風伝                                 | GK | ガイズコミックス                           | 3 小B6 | 1994年9月12日 - 1995年12月12日  | 3    |                                                              |
| 68 | 烈風伝【KCデラックス版】               | K  | KCデラックス                               | 3 小B6 | 1997年10月                      | 2    |                                                              |
| 69 | ぶっとび!!CPU                          | H  | ジェッツ・コミックス                       | 3 小B6 | 1995年5月31日 - 1997年12月20日  | 3    |                                                              |
| 70 | ぶっとび!!CPU【MF文庫版】              | M  | MF文庫                                     | 1 文庫 | 2003年4月 - 2003年5月           | 2    |                                                              |
| 71 | 新谷かおる―自選傑作集                  | F  | 日本漫画家大全                             | 5 A5   | 1997年11月                      | 1    |                                                              |
| 72 | 日の丸あげて                           | SM | バーズコミックス                           | 3 小B6 | 2000年5月29日 - 2001年5月29日   | 2    |                                                              |
| 73 | 日の丸あげて【幻冬舎版】               | GT | バーズコミックス                           | 3 小B6 | 2003年1月                       | 2    |                                                              |
| 74 | 刀神妖緋伝                             | M  | MFコミックス                               | 3 小B6 | 2000年11月1日 - 2006年7月22日   | 7    |                                                              |
| 75 | ドラゴン株式会社                       | M  | MFコミックス                               | 3 小B6 | 2001年2月                       | 1    | 同人誌にて続刊あり。                                         |
| 76 | NAVI                                   | K  | ヤングマガジンコミックス                   | 3 小B6 | 2003年1月6日                    | 1    |                                                              |
| 77 | RAISE                                  | SG | ヤングキングコミックス                     | 3 小B6 | 2005年5月1日 - 2007年9月1日     | 3    |                                                              |
| 78 | クリスティ・ハイテンション             | M  | MFコミックス                               | 3 小B6 | 2007年6月23日 - 2011年10月22日  | 7    |                                                              |
| 79 | クリスティ・ロンドンマッシブ           | M  | MFコミックス                               | 3 小B6 | 2012年6月23日 - 2017年5月2日    | 5    |                                                              |

## その他の作品

### 画集
エリアファイル88（新谷かおる豪華画集）
1985年4月発売、定価は3,000円。『エリア88』の連載6周年企画として発売された大型本。B3のカラーポスター8点、コミック未収録であった「エリア88番外編」の複製原画（製本されないB4紙20枚のかたち）、新谷かおるのインタビューが収録されたオリジナル・カセットテープが1本。ISBN 4-09-199551-9
クレオパトラD.C. イラストレーション集
1989年12月発売、定価は2,000円、大型本、62ページ。『クレオパトラD.C.』のカラーイラストなどが収録されている。ISBN 4-7962-0009-6
新谷かおる Art Collection
1999年にガイナックスより発売された。「エリア88」・「ふたり鷹」・「クレオパトラD.C.」・「砂の薔薇」を始めとした代表作のカラーイラストを中心に、作品の制作背景を綿密に語ったロングインタビューなどが収録されている。WindowsとMacintoshに対応したハイブリッドCD-ROMで、定価は7,800円（税別）。
エリア88 MANIAX
GAMEBANK社より発売された。「エリア88」全話を完全収録しており、壁紙や未発表カラー原稿・作品に登場した航空機データなどが収録されている。WindowsとMacintoshに対応したハイブリッドCD-ROM2枚組で、定価は5,800円（税別）。

### 漫画原作作品
オン・ザ・ウェイ
1982年、小学館、週刊少女コミック18号、読み切り作品。作画：佐伯かよの。
DAT13（ダットサーティーン）
1997年、白泉社、ヤングアニマル、ジェッツ・コミックス（全1巻）。作画：千葉潔和。ISBN 4-592-13013-8
Quo Vadis（クオ・ヴァディス）
2007年 - 2018年、幻冬舎、webコミックGENZO、コミックバーズで連載。バーズコミックス（全20巻、外伝1巻）。作画：佐伯かよの。

### 同人誌
ドラゴン株式会社 完全版
1998年、「八十八夜」を通しコミケで販売。掲載誌であった少年キャプテン（徳間書店刊）が休刊になり未完となる。再開のメドもたたず、コミック発刊も絶望的であったため、同人誌のカタチで自費出版し、限定的に日の目を見た。
自身主催の同人サークル「八十八夜」では、妻の佐伯や和田慎二、島本和彦との合作やコラボレーション作品の発表もある。
また、2015年8月開催のコミックマーケット88では、開催回数と『エリア88』にかける形で、コミケット準備会からの打診を受けコミケットカタログの表紙イラストを手がけている。

### アニメ
エリア88（1985年）
全3巻のOVAシリーズが製作された。「ACT I」と「ACT II」は再編集され、1985年に映画版として公開され、その後、テレビ東京でも放映された。キャストは風間真を塩沢兼人、ミッキー・サイモンを富山敬、サキを志垣太郎が演じた。
エリア88（2004年）
全12話のシリーズがテレビ朝日の深夜枠で放映された。原作とはかなり異なる内容となっており、戦闘機などのメカニックにCGが使われ、オリジナルキャラクターが2人登場している。風間真は子安武人が演じた。
ふたり鷹
全36話のシリーズがフジテレビ系列で放映された（1984年9月27日 - 1985年7月12日）。製作は国際映画社。キャストは沢渡鷹を古谷徹、東条鷹を塩沢兼人、沢渡緋沙子を藤田淑子が演じた。
左のオクロック!!
全2巻のOVAが1989年に徳間コミュニケーションズから発売された。キャストは佐々木望他。
クレオパトラD.C.
全3巻のOVAシリーズが1989年から1991年に東映ビデオから発売され、2008年にはOVA全巻を収録した「クレオパトラD.C. コンプリートDVD」も発売された。クレオパトラは川村万梨阿が演じた。
ガッデム
全2巻のOVA（第1巻「サバイバルチェイサー」・第2巻「ゴーアヘッド」）が1990年にビクターから発売された。キャストは山寺宏一他。
ぶっとび!!CPU
全3巻のOVAが1997年に「ピンクパイナップル」レーベルから発売され、2001年にはOVA全巻を収録したDVD「ぶっとび!!CPU 全集」も発売された。監督は日高政光、主演キャストは柊美冬。三石琴乃、宮村優子も出演。
砂の薔薇
1993年に東映ビデオより「砂の薔薇 雪の黙示録」が発売され、2008年にはDVD版も発売された。オリジナル脚本だが、一部の内容は原作のエピソード「チームA」を基にしている。また、2000年に「まんがビデオ」も発売された。

## その他の仕事
- 宇宙大帝ゴッドシグマ（1980年） - テレビアニメ。キャラクター原案を担当。
- コスプレ戦士 キューティ・ナイト（1995年） - 実写ビデオ作品。シンタニ司令長官を演じる。
- WING OVER（1997年） - PS1用のフライトシューティングゲーム。キャラクターデザインを担当。
- ウェポン・フロントライン 航空自衛隊 F-4ファントム 時代を超えた戦闘機（2014年、松竹） - F-4 ファントムIIの映像を収めた作品。オーディオコメンタリーとして出演するほか、付属のポストカードを描き下している[20]。

## アシスタント
著名な元アシスタントに、蛭田充、ゆうきまさみ、島本和彦、田口雅之がいる。
ゆうきの作品『究極超人あ〜る』で新谷夫妻の長女摩乃（当時小学生）の名前をネタとして出している一方、逆に新谷の作品に登場するキーパーソンキャラクターは『機動警察パトレイバー』に登場する内海がモデルとなっている。
また、島本が自著でたびたび手伝いに訪れていたと述べている。島本はその後、同人誌「新谷かおるになる方法」にてその経験や新谷の著作への分析と見解を語っている。島本の作品『ガレキの翔』には、「谷かおる」というキャラクターが登場する。『アオイホノオ』にも新谷夫妻が実名で登場する。

## その他のメディア
- 雑誌『スコラ』1989年10月12日号 - カメラ特集にコメント。他にも同誌ではメカ関係の記事にコメントをしている。
- 防衛庁広報誌『セキュリタリアン』1992年11月号 - 自衛隊を描いた作品の特集記事で「ファントム無頼」が取り上げられた（他に、史村翔原作の「右向け左!」、「沈黙の艦隊」、「青空少女隊」なども取り上げられていた）。
- 「別冊宝島235：いきなり最終回」1990年代後半 - 漫画の連載打ち切りに関する記事で自身の体験を話した。
- 月刊『航空ファン』2003年1 - 12月号 - コラム「エマージェンシーな日々」を連載した。
- 世界の傑作機 No.96 F-5E/FタイガーII、F-20タイガーシャーク - インタビューの掲載、内容は「エリア88」誕生秘話。
- フィギュア誌『レプリカント』16号（2004年5月28日発行） - 松本零士との対談が掲載。アシスタント時代の話など。

## 関連文献
- まんが情報誌『ぱふ』1982年5月号 - 特集：新谷かおる
- まんが情報誌『ぱふ』1984年7月号 - 特集：新谷かおる2
- 「いきなり最終回 PART3」（JICC出版局 1991年） - 「エリア88」の最終回が掲載。
- 『いきなり最終回―あの傑作が終わる…、それは大きな事件だった! （別冊宝島 235）』宝島社、1995年11月1日、67-77頁。ISBN 9784796627122。「実践体験激白＋こんな最終回があった　マンガはこうして終わる！　新谷かおる＋編集部」